# Będargowo (Kołbaskowo)
Będargowo (deutsch Mandelkow) ist ein Dorf in der polnischen Woiwodschaft Westpommern. Es gehört zur Gmina Kołbaskowo (Landgemeinde Kolbitzow) im Powiat Policki (Kreis Pölitz).

## Geographische Lage
Die Ortschaft liegt im östlichen Vorpommern, etwa acht Kilometer südwestlich der Stadtmitte von Stettin und etwa 20 Kilometer nördlich von Gartz (Oder).

## Geschichte

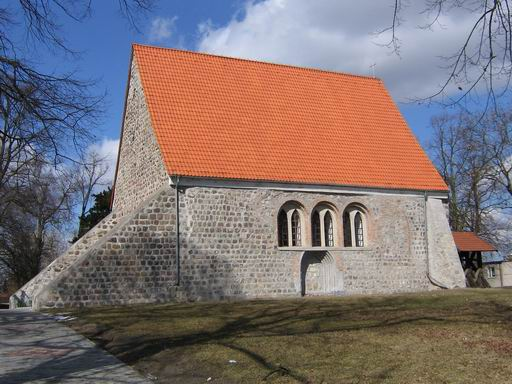
Dorfkirche, bis 1945 Gotteshaus der evangelischen Gemeinde Mandelkow

Das Dorf wird erstmals in Urkunden aus dem 13. Jahrhundert genannt: In einer Urkunde von 1220 erwähnte die pommersche Herzogin Anastasia, dass sie das Dorf, hier Brandargowe genannt, der Stettiner Jakobikirche geschenkt hatte. In einer Urkunde von 1233 bestätigte Papst Gregor IX. dem „Kloster“ St. Jakobi in Stettin seinen Besitz, besonders das hier Bandergowe genannte Dorf. In einer Urkunde von 1237 bestätigte Herzog Barnim I. der Jakobikirche den Besitz des Dorfes, das hier erstmals mit dem Ortsnamen Mandelkow auftauchte.
Am Anfang der 1930er Jahre hatte die Gemarkung der Landgemeinde Mandelkow eine Flächengröße von 9 km² und umfasste 44 Wohnhäuser. Neben Mandelkow bestanden die Wohnplätze Gülkow, Warnichsfelde und Warningshof. 1939 wurde Mandelkow im Rahmen einer Gebietsreform nach Stettin eingemeindet.
Im Jahr 1945 gehörte das Dorf Mandelkow zum Landkreis Randow im Regierungsbezirk Stettin der preußischen Provinz Pommern des Deutschen Reichs. Mandelkow war dem Amtsbezirk Zahden zugeordnet. 
Gegen Ende des Zweiten Weltkriegs wurde die Region mit dem sogenannten Stettiner Zipfel von der Roten Armee besetzt. Kurz nach Kriegsende wurde Mandelkow zusammen mit Stettin und ganz Hinterpommern – militärische Sperrgebiete ausgenommen – seitens der sowjetischen Besatzungsmacht der Volksrepublik Polen zur Verwaltung unterstellt. Es begann danach die Zuwanderung von Polen. Mandelkow wurde in Będargowo umbenannt. In  der Folgezeit wurde die einheimische Bevölkerung von der polnischen Administration aus der Region vertrieben.

## Verkehr
Mandelkow war ein Haltepunkt der Kleinbahn Casekow–Penkun–Oder, die von Casekow nach Pommerensdorf führte.

## Söhne und Töchter des Ortes
- Karl von Bornstedt (1814–1900), preußischer Verwaltungsjurist und Landrat im Kreis Friedeberg Nm.